# Nature Journaling
Als Nature Journaling (zusammengesetzt aus englisch nature und französisch-englisch journal) wird das Aufzeichnen von Beobachtungen, Gedanken und Fragen zur Natur mit einer Kombination aus Wörtern, Skizzen, Zeichnungen, Fotos und Zahlen in einem Notizbuch (das Nature Journal) bezeichnet. Die weltweit aktive Nature Journaling-Bewegung betont, dass Nature Journalerinnen weder Künstler noch Naturforscher sein müssen, da die Fähigkeiten von jedem durch Übung erlernt werden können.

## Geschichte
Seit jeher haben Naturforschende ihre Beobachtungen oder Reiseberichte in Notizbüchern festgehalten, um so über die Prinzipien der Natur mehr zu erfahren. Als Vorbilder des heutigen Nature Journaling werden Naturforschende aus den zurückliegenden Jahrhunderten wie Maria Sibylla Merian, Alexander von Humboldt, Charles Darwin, John James Audubon und John Muir genannt. Die aus dem frühen 20. Jahrhundert stammende Methode des Feldbiologen und Zoologen Joseph Grinnell bestehend aus Feldnotizbuch (field notebook), Feldtagebuch (field journal), Artenbericht und Katalog, wird ebenfalls als Inspiration beim Nature Journaling gesehen.
Mit dem Aufkommen von preiswerten Kameras, Computern und Audiorecordern wurde die Methode des langen Beobachtens sowie das Aufzeichnens mit handschriftlichen Notizen und Zeichnungen in Frage gestellt, sodass dies als Werkzeug in der Wissenschaft abnahm. Amateurnaturforschende und Pädagogen erkannten, dass durch Beobachten und Dokumentieren mittels Zeichnen und handschriftlichen Notizen Informationen besser und länger behalten werden und dabei Wissen aufgebaut wird, sodass aufgrund dieser sekundären Vorteile die Pädagogen die Naturjournaling-Praktiken in ihre Arbeitsmethoden integrierten. In den 1970er Jahren begannen Amateurnaturforschende und Kunstschaffende in persönlichen Journalen ihre Beobachtungen in der Natur zu sammeln mit Skizzen und Texten zu dokumentieren.

### In den USA
Clare Walker Leslie entdeckte nach ihrem Studium der Kunstgeschichte für sich die Natur und wollte lernen Naturzeichnungen zu erstellen. Da sie niemanden in den USA fand der sie im Naturzeichen unterrichten konnte, ging sie nach Großbritannien und traf dort 1976 Eric Ennion und 1982 John Busby. sowie später die Schweden Gunnar Brusewitz und Lars Jonsson, die ihre Mentoren beim Naturzeichnen wurden.  Sie führt seit 1978 ein Journal und unterrichtete Nature Drawing an einer Erwachsenenbildungseinrichtung, daraufhin bekam sie das Angebot zu diesem Thema ein Buch zu veröffentlichen, welches 1980 als „Nature Drawing“ erschien.
Weiterhin werden die Künstlerinnen Cathy Johnson und Hannah Hinchman als Vordenkerinnen des Nature Journalings genannt. Cathy Johnson schrieb in ihrem ersten Naturbuch vom Führen eines Field Journals. Hannah Hinchman schreibt in ihrem Buch „A Life in Hand“ schlicht Journal, gibt aber an, dass sie bei Field Journal Workshops unterrichtet.
Der Naturforschende John Muir Laws bekam als Kind von seinen naturinteressierten Eltern ein Journal sowie Zeichenmaterial und das Buch „Nature Drawing“ von Clare Walker Leslie geschenkt. Als er als Jugendlicher im Sommer an der Trenton Science School arbeitete, traf er dort Clare Walker Leslie und Hannah Hinchman, die einen Workshop gaben. Zunächst unterrichtete Leslie Laws, später haben sie auch zusammen unterrichtet. Seine Erfahrungen im Unterrichten von Nature Journaling schrieb John Muir Laws auf und veröffentlichte sie zusammen mit anderen Lehrern und der California Native Plant Society als „Opening the World through Nature Journaling“. Als John Muir Laws bei der California Academy of Sciences tätig war, begann er monatliche Veranstaltungen zu organisieren, bei denen er zusammen mit anderen in der Natur zu Journalen. Als die Academy andere Pläne hatte, übernahm John Muir Laws die Veranstaltungsreihe, der von ihm in San Francisco gegründete Bay Area Nature Journal Club startete mit Natur-Exkursionen, bei denen auch gezeichnet wurde. Als Kommunikationsmedium nutzte die Gruppe zunächst eine E-Mailliste, später wurde dann eine Facebook-Gruppe eingerichtet. Im Herbst 2012 trug die Gruppe zunächst den Namen Bay Area Nature Journal Club und wurde Ende 2013 in The Nature Journal Club geändert, um sich auch Leuten außerhalb der San Francisco Bay Area zu öffnen. Weiterhin organisierte er Workshops und Tagesexkursionen in der Bay Area. Es werden weitere, unabhängige Nature Journal Clubs weltweit gegründet.
Im September 2019 fand erstmals die jährliche Wild Wonder Nature Journaling Conference in Pacific Grove, Monterey, Kalifornien statt. Wegen der Covid19-Pandemie wurden die Konferenzen 2020 bis 2022 Online über Zoom durchgeführt. 2022 wurde die Wild Wonder Foundation gegründet, die nun die Wild Wonder Nature Journaling Conference ausrichtet.
Seit Ende 2019 sendet der Nature Journaler und Lehrer Marley Peifer die Nature Journal Show u. a. mit Interviews mit Nature Journalern über YouTube. Ab dem Sommer 2020 veranstaltet Bethan Burton, eine Künstlerin und Umweltpädagogin aus Australien, jährlich die Internationale Nature Journaling Week und seit September 2020 produziert Bethan Burton den Podcast Journaling With Nature, bei dem hauptsächlich Interviews gesendet werden.

### In Deutschland und Europa
Im deutschsprachigen Europa waren die Bücher von Clare Walker Leslie, Cathy Johnson und Hannah Hinchman kaum bekannt und auch nicht übersetzt worden. Erst durch die Internetpräsenz von John Muir Laws und dem Nature Journal Club, wurden man dort auf Nature Journaling aufmerksam. Julia Bausenhardt, eine Künstlerin aus Kassel, fand 2018, inspiriert von den Field Notes des deutschamerikanischen Biologen Bernd Heinrich sowie dem Zeichnen von Vögel, im Internet Nature Journaling und gibt seitdem Nature Journaling-Kurse. Heidi van den Höfel und Isabella Ostovary fanden sich über Facebook-Gruppe des Natur Journal Clubs und gründeten eine deutschsprachige Nature Journaling-Gruppe. Sie versuchten den Natur Journaling-Begriff einzudeutschen und nannte ihre Gruppe Natur(skizzen)buch. Christiane Weismüller gibt im Frankfurter Raum Nature Journaling-Kurse, so wie Verena Hillgärtner in Berlin. Verena Hillgärtner hat den Nature Journal Club Berlin ins Leben gerufen sowie im Herbst 2022 bei Facebook Nature Journaling Germany als zweite deutschsprachige Nature-Journaling-Gruppe.
Bereits seit 1993 ruft die BUNDjugend Baden-Württemberg Kinder im Rahmen ihres Angebots Naturtagebuch dazu auf, Naturtagebücher selbst zu gestalten und damit am Naturtagebuch-Wettbewerb teilzunehmen. Hinsichtlich der von der BUNDjugend vorgeschlagenen, weitgehend frei wählbaren Methoden der Tagebuchgestaltung sowie der von den Wettbewerbsteilnehmern und -teilnehmerinnen daraufhin eingesandten Tagebücher entspricht das Naturtagebuch seit seinen Anfängen der Idee und den Methoden des Nature Journaling.
Als erstes europäisches, nicht in Englisch geschriebenes Buch über Nature Journaling erschien 2022 in den Niederlanden „Natuurjournalen“ von Mirja Brandorff. Von Verena Hillgärtner erschien ein deutschsprachiges Buch über Nature Journaling im Sommer 2023.
Auf dem Naturgucker Kongress 2023 in Göttingen stellte Lisa Theismann von der Naturskizzenbuchgruppe die Methoden des Nature Journalings vor. Ab November 2025 wird die Naturgucker Akademie einen mehrstündigen Nature Journaling-Kurs anbieten.

## Methoden
- Nature Drawing (Zeichnen der Natur): Tiere, Pflanzen oder Landschaften beobachten und zeichnen[39][40]
- Reisedokumentation: Beschreibung der Orte, skizzieren der beobachteten Pflanzen und Tiere, Beschriftung der Dinge die gesehen wurden[41]
- Beobachten lernen: Neugierig sein, etwas lernen wollen, wenn etwas unbekannt ist, lässt es sich vielleicht mit Büchern oder dem Internet herausfinden[42]
- Feldbeobachtungen: Ein Objekt auswählen, beobachten, eine bestimmte Zeit zeichnen und reflektieren, was man nun mehr über das Objekt weiß[43]
- „Ich bemerke, ich frage mich, es erinnert mich an“ (“I notice, I wonder, it reminds me of”): Etwas beobachten, dazu Fragen formulieren und benennen an was es mich erinnert[44][45][46]
- Die Seite gestalten: Lernen mit Schrift, Inhalten und Illustrationen eine Seite zu gestalten[47]
- Mit Buchstabenformen experimentieren: Mit Buchstabenformen und -größen spielen und sie passend zur Zeichnung gestalten[48]
- Tägliche Begebenheiten aufzeichnen: Tag für Tag das Wetter, die Mondphasen, Tag- und Nachtlänge dokumentieren[49]
- Gruppen Journaling: Gemeinsam mit anderen Personen ein Journal führen[50]
- Eine Sammlung oder einen Feldführer erstellen: Objekte, Pflanzen, Tiere suchen und im Journal dokumentieren oder einen Feldführer der Umgebung erstellen[51]
- Den Fragen folgen: Fragen stellen und diesen Fragen folgen, auf eine Entdeckungsreise gehen[52]
- Diagramme: Diagramme und Zeichnungen auf der Grundlage von Daten erstellen[53]
- Listen: Notieren was und in welcher Zahl an einem Ort existiert[54]
- Zählen und Messen: Zählen und messen (z. B. mit einem Lineal) von Objekten an einem Ort[55]
- Grinnell Methode: Den Ansatz von Joseph Grinnell mit Feldnotizbuch (field notebook), Feldtagebuch (field journal), Artenbericht und Katalog ausprobieren[56]
- Memory Walking: Einen Ort aus der persönlichen Vergangenheit auswählen, sich vorstellen an diesem Ort zulaufen, sich an Dinge und Begebenheiten dort erinnern und diese in Form einer Karte notieren[57]
- Karten, Querschnitte, Blockdiagramme: Zeichnen von Karten, Querschnitten, Blockdiagrammen der beobachteten Umgebung[58]
- Landscapitos: Landschaften im kleinen Format skizzieren[59]
- Popup Landschaften: Mit Popups in Landschaften schauen und so unter die Oberfläche des Objekts sehen[60]
- Comics: Dokumentation einer Beobachtung in Form eines Comics[61]
- Pfeile: Pfeile nutzen, um z. B. in einer Zeichnung die Bewegung von Tieren zu dokumentieren[62]
- Teilnahme an Citizen Science-Projekten: An Projekten von Bürgerwissenschaftlern teilnehmen und mit Nature Journaling-Methoden festhalten[63]
- Metadata: Metadaten zur Dokumentation hinzufügen[64]
- Sound Map: Erstellen einer Karte mit Geräuschen am Beobachtungsort[65]